# Elymus scribneri
Elymus scribneri är en gräsart som först beskrevs av George Vasey, och fick sitt nu gällande namn av Marcus Eugene Jones. Elymus scribneri ingår i släktet elmar, och familjen gräs. Inga underarter finns listade i Catalogue of Life.